# Carl Pfaff
Carl Pfaff (* 6. März 1931 in Zürich; † 19. Juni 2017) war ein Schweizer Historiker.

## Leben
Carl Pfaff, Sohn eines gleichnamigen Bücherexperten, studierte nach dem Besuch des Gymnasiums am Kloster Disentis Geschichte, Deutsche Literatur, Latein und Kunstgeschichte an den Universitäten Zürich, Basel und Wien. 1962 promovierte er an der Universität Basel mit einer Dissertation über das Nachleben Kaiser Heinrichs II. in Basel. 1967 erfolgte ebendort die Habilitation. 1969–1997 wirkte er als Professor für die Geschichte des Mittelalters an der Universität Freiburg (Schweiz). Dort war er auch Mitglied des Mediävistischen Instituts.
Pfaffs Forschungen befassten sich vor allem mit Kirche, Umwelt, Bildung und Lebensformen im Mittelalter auf dem Gebiet der heutigen Schweiz. 1985–2010 war er Mitglied des Schweizerischen Wissenschaftsrats. Als Mitinitiant des Historischen Lexikons der Schweiz amtierte er von 1988 bis 1995 als Vizepräsident des HLS-Stiftungsrates. 1993–1998 präsidierte er die Schweizerische Akademie der Geistes- und Sozialwissenschaften.
Carl Pfaff starb im Alter von 86 Jahren. Sein Grab befindet sich im Chorherrenstift St. Michael in Beromünster.

## Schriften (Auswahl)
- Nonnen streben nach Autonomie. Das Frauenkloster Engelberg im Spätmittelalter. Chronos, Zürich 2011.
- Scriptorium und Bibliothek des Klosters Mondsee im hohen Mittelalter. Böhlau, Graz/Wien/Köln 1967.
- Kaiser Heinrich II. Sein Nachleben und sein Kult im mittelalterlichen Basel. Helbing & Lichtenhahn, Basel/Stuttgart 1963.